# エイ湾に船のあるアムステルダムの眺め
『エイ湾に船のあるアムステルダムの眺め』（エイわんにふねのあるアムステルダムのながめ、仏: Vue d'Amsterdam avec bateaux sur la baie de l'Ij、英: View of Amsterdam with Ships on the IJ）は、17世紀のオランダ絵画黄金時代の画家ルドルフ・バックホイゼンが1666年にキャンバス上に油彩で制作した風景画である。画面奥の戦艦の船尾に「1666. Ludolff Backh fecit.」という画家の署名と制作年が記されている。作品は1808年にルイ・ジラール (Louis Girard) から寄贈されて以来、パリのルーヴル美術館に所蔵されている。

## 作品
本作は、アムステルダム市がフランス国王ルイ14世の大臣ユグ・ド・リオンヌ (Hugues de Lionne) 侯爵に贈呈するため、海景画家バックホイゼンに注文した作品である。アムステルダム市とその軍事力、および商業力への賛美を呼び起こすように構想されたこの絵画は、ヨーロッパ諸都市の風景を集めたリオンヌ家の蒐集室に置かれることが意図されていた。
本作はまた、政治的な意味合いを持っている。すなわち、当時のオランダが敵国や競合国に立ち向かう能力を知らしめているのである。オランダとフランスの同盟および第二次英蘭戦争 (1664-1667年) という歴史的文脈の中で贈られた作品であるが、フランス人たちへの警告ともなっている。事実、数年後、オランダがルイ14世に対してスウェーデンやイギリスと三国同盟を結んだ時、フランス人はオランダ人と敵対することになった。
こうした政治的解釈は別として、この絵画に描かれた大型船は、地中海航海や大陸周遊の航海に出航可能なものである。絵画は、ヨーロッパにおける遠洋航海と知識 (海図、動植物研究など) の進歩との関係を想起させる。17世紀ヨーロッパ経済の中心地アムステルダムが、科学的進歩の媒介者として果たした役割は過小評価できない。